# Ditrachyptera verruciferella
Ditrachyptera verruciferella är en fjärilsart som beskrevs av Émile Louis Ragonot 1888. Ditrachyptera verruciferella ingår i släktet Ditrachyptera och familjen mott. Inga underarter finns listade i Catalogue of Life.